# Benjamin Baier (Fußballspieler)
Benjamin Baier (* 23. Juli 1988 in Aschaffenburg) ist ein deutscher Fußballspieler, der seit der Saison 2019/20 bei Viktoria Aschaffenburg unter Vertrag steht.

## Karriere
Baier wechselte zur Saison 2007/08 von Viktoria Aschaffenburg zu Kickers Offenbach. Nachdem er in der Jugendmannschaft (zuletzt U 19) überzeugen konnte (bereits zuvor wurde er mit der Mannschaft A-Jugend-Meister und war Torschützenkönig der A-Jugend in der Oberliga Hessen), wurde er zum 1. Juli 2007 für zwei Jahre als Lizenzspieler unter Vertrag genommen. Am 2. November 2007 gab Baier gegen SpVgg Greuther Fürth sein Profidebüt in der 2. Bundesliga. Auch nach dem Abstieg des Vereins in die 3. Liga verblieb er im Verein. Zur Saison 2010/11 wechselte Baier zu RB Leipzig. Nach einem Jahr verließ er den Verein wieder und schloss sich dem Drittligisten SV Darmstadt 98 an, mit dem ihm 2014 der Aufstieg in die 2. Bundesliga gelang. Zur Saison 2014/15 wechselte Baier zu Rot-Weiss Essen in die Regionalliga West. Mit Essen gewann er 2015 und 2016 den Niederrheinpokal.
Zur Saison 2019/2020 wechselte er zu seinem Heimatverein Viktoria Aschaffenburg.

## Erfolge
- Aufstieg in die 2. Bundesliga 2014 mit dem SV Darmstadt 98
- Niederrheinpokalsieger 2015 und 2016 mit Rot-Weiss Essen

## Familie
Sein Bruder Daniel Baier spielte früher beim Erstligisten FC Augsburg, beendete aber mittlerweile seine Profi-Karriere. Sein Vater Jürgen Baier spielte früher auch in der Bundesliga, unter anderem bei Hannover 96.